# Хепатичка кома
Хепатичка кома (лат. Coma hepatica) је последица последњег стадијума инфусицијенције јетре и обично јој претходи појачана узнемиреност и знаци делиријума. Хепатичка кома може да настане код оболелих од цирозе јетре. Ова врста коме тешко се лечи и обично се завршава смрћу оболеле особе.
|  | Молимо Вас, обратите пажњу на важно упозорење у вези са темама из области медицине (здравља). |